# CA Atlas
Club Atlético Atlas – argentyński klub piłkarski z siedzibą w Buenos Aires (Partido General Rodríguez).

## Osiągnięcia
- Copa Estadio Alberto J. Armando: 2007

## Historia
Klub założony został 17 sierpnia 1951 w Buenos Aires pod początkową nazwą Club Social y Deportivo Atlas. Później przeniesiony został do General Rodríguez. Obecna nazwa (Club Atlético Atlas) obowiązuje od 1970 roku.
W 2004 roku klub stracił miejsce w rozgrywkach organizowanych przez AFA. W 2005 roku pod kierownictwem charyzmatycznego trenera Néstora Retamara klub odzyskał miejsce w piątej lidze argentyńskiej (Primera D Metropolitana). W 2006 klub był bliski awansu do czwartej ligi, przegrał jednak w półfinale z klubem Berazategui.